# Rimouski
Rimouski is een stad (ville) in de Canadese provincie Québec. Ze bevindt zich in het centrale gedeelte van de regio Bas-Saint-Laurent in het oosten van de provincie. Ze is gelegen aan de zuidkant van de Saint Lawrencerivier aan de monding van de rivier de Rimouski, ten noordoosten van de stad Québec.
De stad, met een bevolking van 46.860 (2010), heeft verschillende toeristische attracties. Met het nieuwe Desjardins-Telus theater en de uitbreiding van het industriële gedeelte met veel winkels, is Rimouski een groot centrum van diensten voor de regio geworden.

## Geschiedenis
De stad is gesticht door Sir René Lepage de Ste-Claire in 1696. Deze ruilde zijn bezit op het Île d'Orléans met Augustin Rouer de la Cardonnière. Laatstgenoemde was eigenaar van Rimouski sinds 1688, maar woonde er nooit.
René Lepage verhuisde met zijn gezin naar Rimouski en bleef daar aan de macht totdat hij het gebied in 1780 verkocht aan Joseph Drapeau, een zakenman uit Québec City.
Vandaag de dag is er een boulevard, een park en een monument die de naam van Sir René Lepage de Ste-Claire dragen.
Op 6 mei 1950 woedde er een verschrikkelijke brand in Rimouski waarbij 319 huizen tot de grond toe afbrandden. Deze gebeurtenis staat bekend als La nuit rouge (Frans voor "de Rode nacht"). De brand begon op het erf van de Price Brothers Company aan de linkeroever van de Rimouski rivier en verspreidde zich razendsnel naar de andere oever van de rivier en door de stad gevoed door harde wind. Niemand kwam hierbij om het leven.
Het verhaal gaat dat een priester wijwater sprenkelde rondom de kathedraal van de stad en dat het vuur deze lijn niet overschreed.

## Districten
De stad is verdeeld in 11 districten:
- District 1 - Sacré-Coeur
- District 2 - Nazareth
- District 3 - Saint-Germain
- District 4 - Rimouski-Est
- District 5 - Pointe-au-Père
- District 6 - Sainte-Odile
- District 7 - Saint-Robert
- District 8 - Terrasses Arthur-Buies
- District 9 - Saint-Pie-X
- District 10 - Sainte-Blandine/Mont-Lebel
- District 11 - Le Bic

In 2002 fuseerde Rimouski met de volgende gemeenten:
- Pointe-au-Père
- Sainte-Blandine
- Rimouski-Est
- Sainte-Odile-sur-Rimouski
- Mont-Lebel
- Le Bic (2009)

## Cultuur
Rimouski heeft een rijk cultureel leven. Elk jaar vindt er een jazz festival (Festi Jazz International de Rimouski) en een filmfestival voor kinderen (Carrousel international du film de Rimouski) plaats.
Een van de belangrijkste toeristische attracties is het Musee de la Mer (Museum van de Zee) dat zich concentreert op de ramp met de Empress of Ireland en de Poine-au-Père vuurtoren. Het museum herdenkt de meest fatale scheepsramp na de Titanic in de 20ste eeuw.
Tevens vindt er elk jaar de Book Show of Rimouski plaatst, het oudste evenement in zijn soort in Quebec.
Meer dan 125 schrijvers uit de regio en 300 uitgevers uit Quebec presenteren zichzelf hier achter meer dan 75 kraampjes. Het evenement trekt ieder jaar meer dan 8000 bezoekers.

## Sport
Sport is ook erg populair in Rimouski. Sinds 1995 heeft Rimouski Oceanic hier zijn thuisbasis. Dit is een ijshockeyclub die uitkomt in de Quebec Major Junior Hockey League. Deze club won de Memorial Cup in 2000 en was verliezend finalist in 2005.
Rimouski organiseerde de Jeux du Québec in 1975 en 2001. In mei 2009 zal Rimouski de Memorial Cup organiseren.

## Transport
Er is een veerdienst naar Forestville, Quebec. De veerboot heet CNM-Evolution en is de snelste in Quebec. In slechts 55 minuten wordt de Saint Lawrence rivier overgestoken. De stad kan ook per trein bereikt worden en er is een luchthaven (IATA luchthaven code YXK).